# أكسل شميت
أكسل شميت (بالبرتغالية: Axel Schmidt) هو متسابق يخت برازيلي، ولد في 30 أبريل 1939 في نيتيروي في البرازيل، وتوفي في 10 يونيو 2018.

## وصلات خارجية
- أكسل شميت على موقع أوليمبيديا (الإنجليزية)